# الجامعة المصرية الصينية
الجامعة المصرية الصينية هي جامعة تقنية منتجة خاصة تقع على مساحة 16 فدان، وتضم كليات الصيدلة وتكنولوجيا الدواء، وكلية العلاج الطبيعي، وكلية الاقتصاد والتجارة الدولية، وكلية الهندسة والتكنولوجيا، بالإضافة مستشفى تعليمي، وبدأت الدراسة فيها اعتباراً من عام 2016 بكلية الهندسة فقط. تعتمد الجامعة على التكنولوجيا الإنتاجية المتطورة، وتنتهج نهجاً غير نمطي في التعليم والتدريب ينقل الخبرات الصينية في مجال التكنولوجيا إلى مصر، ما يحقق الربط بين أهدافه واحتياجات المجتمع المتطور.

## الكليات
- كلية الصيدلة وتكنولوجيا الدواء
- كلية العلاج الطبيعي
- كلية الاقتصاد والتجارة الدولية
- كلية الهندسة والتكنولوجيا
- كلية الطب البيطري
- كلية الفنون والتصميم
- كلية حاسبات ومعلومات